# With-you
"With-you" é um single da banda japonesa de rock La'cryma Christi, lançado em 8 de maio de 1998 pela Polydor. A faixa título, escrita e composta pelo vocalista Taka, foi tocada no programa de televisão Sunday Jungle. Foi incluída no álbum Lhasa, com uma mixagem diferente, e em diversas compilações posteriores da banda, como Single Collection e La'cryma Christi Singles + Clips.

## Recepção
O single alcançou a décima posição na Oricon Singles Chart, ficando na parada por quatorze semanas. Na primeira semana na parada, vendeu 49,250 cópias. No total, teve 169 mil cópias vendidas, se tornando o segundo single mais vendido da banda, atrás do seguinte "Mirai Kōro". Enquanto "Mirai Kōro" e Lhasa receberam certificações de discos pela RIAJ, "With-you" não alcançou esse marco.
A banda DaizyStripper fez um cover da canção para o álbum 90's V-Pop Best Hit Cover Songs, onde bandas visual kei homenageiam artistas importantes para a cena nos anos 90.

## Faixas
Todas as letras escritas por Taka. 
| N.º            | Título                       | Música         | Duração |  |
| 1.             | "With-you"                   | Taka           |         |  |
| 2.             | "Egos and Lies"              | Shuse          |         |  |
| 3.             | "With-you" (unvocal version) | Taka           |         |  |
| Duração total: | Duração total:               | Duração total: | 15:58   |  |

## Créditos
- Taka – vocais, teclado
- Hiro – guitarra solo
- Koji – guitarra rítmica
- Shuse – baixo
- Levin – bateria